# Jeanne Ire d'Auvergne
Pour les articles homonymes, voir Jeanne d'Auvergne et Jeanne Ire.
Jeanne d'Auvergne ou Jeanne de Boulogne (8 mai 1326 - 29 septembre 1360) est une comtesse d'Auvergne et de Boulogne, devenue reine de France par son second mariage avec le futur Jean le Bon, alors duc de Normandie.

## Biographie
Fille de Guillaume XII, comte d'Auvergne et de Boulogne, et de Marguerite d'Évreux, elle hérite des comtés d'Auvergne et de Boulogne à la mort de son père en 1332.

### Le mariage avec l'héritier de Bourgogne
Elle épouse en premières noces Philippe de Bourgogne dit Monsieur, fils et héritier d'Eudes IV, duc de Bourgogne et de Jeanne de France, comtesse d'Artois et de Bourgogne. De ce mariage sont nés :
- Jeanne de Bourgogne (1344-1360) fiancée à Amédée VI, comte de Savoie ;
- Marguerite de Bourgogne (née en 1345 ; morte jeune) ;
- Philippe de Rouvres (1346-1361), duc de Bourgogne, comte de Bourgogne, d'Artois, de Boulogne et d'Auvergne.

Son mari meurt le 10 août 1346, suivi de sa belle-mère, le 15 août 1347 et de son beau-père le 3 avril 1349. Son fils Philippe hérite alors du duché de Bourgogne, ainsi que des comtés de Bourgogne et d'Artois. Comme il n'a que deux ans et demi à la mort du duc Eudes IV, Jeanne d'Auvergne assure la régence des États de son fils.

### Reine de France

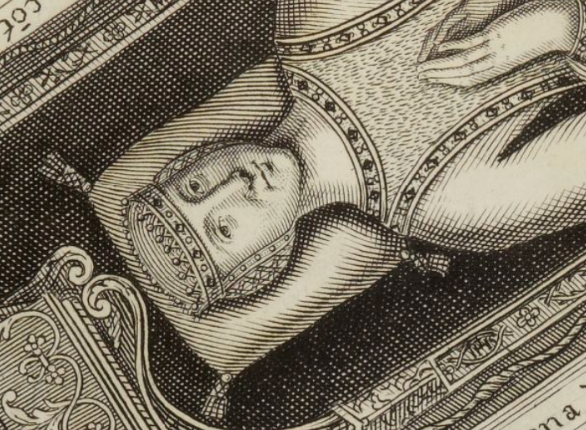
Jeanne de Bourbon de la maison d'Auvergne

Le 9 février 1350, elle se remarie avec Jean de France, duc de Normandie, fils du roi de France Philippe VI. Leur union est consacrée à la chapelle du château royal de Sainte-Gemme (parfois appelé aussi Saint-James et aujourd'hui disparu) à Feucherolles, près de Saint-Germain-en-Laye,
À la mort de Philippe VI, son mari devient  roi de France, le 22 août 1350, sous le nom de Jean II le Bon. De ce mariage sont nés : 
- Blanche (1350 † 1350) ;
- Catherine (1352 † 1352) ;
- Un fils (1354 † 1354).

Elle meurt lors d'une épidémie de peste, au château de Vadans, en Franche-Comté, près de Poligny, en fin septembre 1360.
Deux ans avant sa mort, en septembre 1358, elle avait passé commande de son tombeau ainsi que de celui de son premier mari, Philippe de Bourgogne, destiné à la Sainte-Chapelle de Dijon. L'artiste retenu, Jean de Soignoles, maçon et imagier parisien, avait auparavant travaillé de 1349 à 1351 à Avignon, avec Pierre Boye et Jean David, à la réalisation du monument funéraire de Clément VI pour l'abbaye de la Chaise-Dieu,.